# Nicole Fiscella
Nicole Fiscella (nacida el 15 de septiembre de 1979) es una actriz y modelo estadounidense, de ascendencia india y santalucense, que se elevó a la fama debido a su participación en la serie Gossip Girl interpretando a Isabel Coates.

## Biografía
Fiscella, tiene un hermano menor, que nació en Rochester, Nueva York, y es la hija de dos doctores.
Fiscella comenzó a modelar en 2005, bajo la Dirección de Modelos de Nueva York. Ella ha aparecido en varias revistas de modas, incluyendo Elle y el Cosmopolitan. Fiscella interpreta a Isabel Coates, "una amiga"/compañera de Blair Waldorf y es parte del grupo privado de esta última, en Gossip Girl, Fue llamada por la CW en marzo del 2007. Fiscella apareció en 13 de 18 episodios de la primera temporada. Ella volverá en la segunda temporada de Gossip Girl, que saldrá al aire en Otoño de 2008. 

## Televisión
- Gossip Girl es Isabel Coates (2007-2009, 2011)